# Monument en hommage aux infirmières du monde
Le Monument en hommage aux infirmières du monde est situé à Reims dans le département de la Marne et la région Champagne-Ardenne. 
Il rend hommage aux infirmières civiles de la Grande Guerre (1914-1918).
Il a été conçu par l'architecte Charles Girault avec la collaboration du sculpteur Denys Puech.

## Histoire
Juliette Lambert épouse Adam, lance, à la fin de la guerre 14-18, une souscription internationale pour l’édification d’un monument à la mémoire de ces femmes infirmières dont les noms ne figurent jamais sur les monuments aux morts.
Le 10 mars 1922, le Conseil municipal de Reims, par 17 voix contre 7, a adopté la proposition de l'emplacement de l'Esplanade Cérès (future Place Aristide-Briand) au Comité du Monument aux infirmières.
Erigé en 1924, à Reims, le monument "à la gloire des infirmières françaises et alliées victimes de leur dévouement", rend hommage aux infirmières tombées sous les feux de l’ennemi entre 1914 et 1918.
Selon François Cochet, un historien rémois, "La ville de Reims a été choisie, car c’est elle en France qui a payé le plus lourd tribut à la première guerre mondiale avec près de 800 victimes civiles tuées à la suite des bombardements incessants de l’ennemi allemand. Pendant quatre ans, la ville est bombardée 1 100 jours consécutifs.
Le 11 novembre 1924, le monument est inauguré en présence d’autorités civiles, militaires et religieuses de Reims de Juliette Adam.
Au lendemain de la Seconde Guerre mondiale une plaque commémorative a été rajoutée sur le monument. En hommage aux infirmières et brancardiers victimes de leur devoir sous le bombardement allié américain du 30 mai 1944 qui a fait 52 morts à Reims .
Le 13 juillet 2020, une plaque en hommage aux soignants mobilisés pendant la crise sanitaire du Covid-19 a été dévoilée par le maire de Reims.

## Descriptif
Le monument est situé au centre de la place Aristide Briant (ancien square de l’esplanade Cérès), à la croisée du boulevard Lundy, du boulevard de la Paix, de l'avenue Jean-Jaurès et de la rue Cérès.
La stèle représente deux infirmières avec un soldat blessé 
Inscription face au boulevard de la paix (Le livre d'Or des infirmières est conservé aux Archives municipales et communautaires de Reims) :
À l'appel généreux de Juliette Adam, ce monument a été élevé par souscription internationale en mémoire de toutes les infirmières des nations alliées qui ont péri victimes de leur dévouement - La ville de Reims garde pieusement en ses archives le Livre d'Or des nobles femmes tombées au champ d'honneur
Inscription face au boulevard Lundy (nom des nations alliées de la France pendant la 1ère guerre mondiale) :
France - Grande-Bretagne – Italie - Japon - Australie – Canada - Pologne - Grèce - Portugal
Une plaque, au pied de la stèle, rend hommage aux soignants qui étaient en première ligne pendant cette crise du coronavirus :
« Engagés au service de la santé de tous, remerciements aux personnels soignant pour leur mobilisation exemplaire 13/07/2020 »
A noter que ce monument, qui est d’une grande symbolique, n’est pas unique car il existe en France, à Pierrefonds, un autre monument aux infirmières, érigé dans le parc de l'Hôtel des Bains. À la différence de Reims, celui-ci concerne les infirmières militaires.